# Домініканська Республіка на літніх Олімпійських іграх 2012
Домініканська Республіка на літніх Олімпійських ігор  2012 була представлена 35 спортсменами у 10 видах спорту. Прапороносцем на церемонії відкриття Олімпійських ігор був тхеквандоїст Габріель Мерседес, а на церемонії закриття легкоатлет Фелікс Санчес. 
Країна втринадцяте взяла участь у літніх Олімпійських іграх. Домініканські атлети здобули дві медалі — одну золоту та одну срібну. У неофіційному заліку Домініканська Республіка зайняла 46 загальнокомандне місце.

## Медалісти
| Медаль | Спортсмен      | Вид спорту     | Дисципліна                  |
| ------ | -------------- | -------------- | --------------------------- |
| Золото | Фелікс Санчес  | Легка атлетика | чоловіки, 400 м з бар'єрами |
| Срібло | Лугелін Сантос | Легка атлетика | чоловіки, 400 м             |

## Учасники
| Вид спорту       | Чоловіки | Жінки | Разом |
| ---------------- | -------- | ----- | ----- |
| Легка атлетика   | 8        | 3     | 11    |
| Бокс             | 3        | 0     | 3     |
| Гімнастика       | 0        | 1     | 1     |
| Дзюдо            | 0        | 1     | 1     |
| Стрільба         | 1        | 0     | 1     |
| Плавання         | 1        | 1     | 2     |
| Настільний теніс | 1        | 0     | 1     |
| Тхеквондо        | 1        | 0     | 1     |
| Волейбол         | 0        | 12    | 12    |
| Важка атлетика   | 0        | 2     | 2     |
| Разом            | 15       | 20    | 35    |

## Бокс
| Спортсмен         | Категорія          | 1/32                        | 1/16                          | Чвертьфінал        | Півфінал           | Фінал              | Фінал      |
| Спортсмен         | Категорія          | Суперник Результат          | Суперник Результат            | Суперник Результат | Суперник Результат | Суперник Результат | Місце      |
| ----------------- | ------------------ | --------------------------- | ----------------------------- | ------------------ | ------------------ | ------------------ | ---------- |
| Вільям Алькантара | до 56 кг, чоловіки | Ромео Лембумба (GAB) W 15–6 | Мохамед Уадагі (ALG) L 10–16  | не пройшов         | не пройшов         | не пройшов         | не пройшов |
| Веллінгтон Аріас  | до 60 кг, чоловіки | Едуар Марріага (COL) W 17–8 | Василь Ломаченко (UKR) L 3–15 | не пройшов         | не пройшов         | не пройшов         | не пройшов |
| Хуніор Кастільо   | до 75 кг, чоловіки | Ентоні Огого (GBR) L 6–13   | не пройшов                    | не пройшов         | не пройшов         | не пройшов         | не пройшов |

## Важка атлетика
| Спортсмен          | Категорія       | Ривок     | Ривок         | Поштовх   | Поштовх | Разом | Місце         |
| Спортсмен          | Категорія       | Результат | Місце         | Результат | Місце   | Разом | Місце         |
| ------------------ | --------------- | --------- | ------------- | --------- | ------- | ----- | ------------- |
| Беатріс Пірон      | до 48 кг, жінки | 77        | 7             | 90        | 11      | 167   | 9             |
| Юделькіс Контрерас | до 53 кг, жінки | 94        | не фінішувала | —         | —       | —     | не фінішувала |

## Волейбол

### Жіночий турнір
Склад команди
Головний тренер:  Маркос Квік
| №  | Ім'я                       | Дата народження   | Ріст, м | Вага, кг | Атака, см | Блок, см | Команда у 2012      |
| -- | -------------------------- | ----------------- | ------- | -------- | --------- | -------- | ------------------- |
| 1  | Аннеріс Варгас             | 7 серпня 1981     | 1.96    | 70       | 327       | 320      | Кріольяс де Кагуас  |
| 3  | Лісвель Еве-Кастільйо      | 10 вересня 1991   | 1.94    | 70       | 325       | 315      | Мірадор             |
| 5  | Бренда Кастільйо (ліберо)  | 5 червня 1992     | 1.67    | 55       | 245       | 230      | Сан-Крістобаль      |
| 7  | Ніверка Марте              | 19 жовтня 1990    | 1.78    | 71       | 295       | 283      | Депортіво Насьональ |
| 8  | Кандіда Аріас              | 11 березня 1992   | 1.94    | 68       | 320       | 315      | Сан-Крістобаль      |
| 9  | Сідарка Нуньєс             | 25 червня 1984    | 1.85    | 62       | 330       | 320      | Маланга             |
| 10 | Мілагрос Кабраль (капітан) | 17 жовтня 1978    | 1.82    | 63       | 325       | 320      | Лос Кахоррос        |
| 12 | Карла Еченіке              | 16 травня 1986    | 1.80    | 65       | 300       | 290      | Депортіво Насьональ |
| 13 | Сінді Рондон               | 12 листопада 1987 | 1.86    | 61       | 320       | 315      | Мірадор             |
| 14 | Пріссіла Рівера            | 29 грудня 1984    | 1.86    | 70       | 320       | 315      | Сан-Педро           |
| 17 | Гіна Мамбру                | 21 січня 1986     | 1.82    | 65       | 330       | 315      | Лос Кахоррос        |
| 18 | Бетанія де ла Крус         | 13 травня 1987    | 1.88    | 70       | 330       | 320      | Депортіво Насьональ |

Груповий етап
| М | Команда                  | Очки | Матчі | Матчі | Сети | Сети | Сети  | Мʼячі | Мʼячі | Мʼячі |
| М | Команда                  | Очки | В     | П     | В    | П    | В:П   | В     | П     | В:П   |
| - | ------------------------ | ---- | ----- | ----- | ---- | ---- | ----- | ----- | ----- | ----- |
| 1 | Росія                    | 14   | 5     | 0     | 15   | 4    | 3.750 | 459   | 352   | 1.304 |
| 2 | Італія                   | 13   | 4     | 1     | 14   | 5    | 2.800 | 442   | 368   | 1.201 |
| 3 | Японія                   | 9    | 3     | 2     | 11   | 6    | 1.833 | 401   | 335   | 1.197 |
| 4 | Домініканська Республіка | 6    | 2     | 3     | 8    | 9    | 0.889 | 374   | 362   | 1.033 |
| 5 | Велика Британія          | 2    | 1     | 4     | 3    | 14   | 0.214 | 295   | 396   | 0.745 |
| 6 | Алжир                    | 0    | 0     | 5     | 2    | 15   | 0.133 | 252   | 410   | 0.615 |

| Дата  | Час (UTC+1) |                          | Рахунок |                          | Сети  | Сети  | Сети  | Сети  | Сети | Глядачів | Протокол                                                |
| Дата  | Час (UTC+1) | 1                        | Рахунок | 2                        | 3     | 4     | 5     |       |      | Глядачів | Протокол                                                |
| ----- | ----------- | ------------------------ | ------- | ------------------------ | ----- | ----- | ----- | ----- | ---- | -------- | ------------------------------------------------------- |
| 28.07 | 16:45       | Італія                   | 3:1     | Домініканська Республіка | 25:17 | 23:25 | 25:19 | 25:15 |      | 14 000   | Протокол [Архівовано 2 серпня 2012 у Wayback Machine.]  |
|       |             |                          |         |                          |       |       |       |       |      |          |                                                         |
| 30.07 | 14:45       | Домініканська Республіка | 1:3     | Росія                    | 23:25 | 15:25 | 26:24 | 22:25 |      | 14 800   | Протокол [Архівовано 2 серпня 2012 у Wayback Machine.]  |
|       |             |                          |         |                          |       |       |       |       |      |          |                                                         |
| 1.08  | 9:30        | Домініканська Республіка | 0:3     | Японія                   | 20:25 | 19:25 | 23:25 |       |      | 9 000    | Протокол [Архівовано 29 жовтня 2012 у Wayback Machine.] |
|       |             |                          |         |                          |       |       |       |       |      |          |                                                         |
| 3.08  | 16:45       | Велика Британія          | 0:3     | Домініканська Республіка | 9:25  | 18:25 | 19:25 |       |      | 14 000   | Протокол [Архівовано 29 жовтня 2012 у Wayback Machine.] |
|       |             |                          |         |                          |       |       |       |       |      |          |                                                         |
| 5.08  | 9:30        | Алжир                    | 0:3     | Домініканська Республіка | 15:25 | 16:25 | 13:25 |       |      | 11 000   | Протокол [Архівовано 29 жовтня 2012 у Wayback Machine.] |

Чвертьфінали
| Дата     | Час   |     | Рахунок |                          | Сет 1 | Сет 2 | Сет 3 | Сет 4 | Сет 5 | Всього | Звіт     |
| -------- | ----- | --- | ------- | ------------------------ | ----- | ----- | ----- | ----- | ----- | ------ | -------- |
| 7 серпня | 19:10 | США | 3–0     | Домініканська Республіка | 25–14 | 25–21 | 25–22 |       |       | 75–57  | Протокол |

## Гімнастика
Спортивна гімнастика
| Спортсмен    | Дисципліна             | Кваліфікація  | Кваліфікація    | Кваліфікація      | Кваліфікація | Кваліфікація | Кваліфікація | Фінал         | Фінал           | Фінал             | Фінал      | Фінал      | Фінал      |
| Спортсмен    | Дисципліна             | Знаряддя      | Знаряддя        | Знаряддя          | Знаряддя     | Разом        | Місце        | Знаряддя      | Знаряддя        | Знаряддя          | Знаряддя   | Разом      | Місце      |
| Спортсмен    | Дисципліна             | Вільні вправи | Опорний стрибок | Різновисокі бруси | Колода       | Разом        | Місце        | Вільні вправи | Опорний стрибок | Різновисокі бруси | Колода     | Разом      | Місце      |
| ------------ | ---------------------- | ------------- | --------------- | ----------------- | ------------ | ------------ | ------------ | ------------- | --------------- | ----------------- | ---------- | ---------- | ---------- |
| Ямілет Пенья | Вільні вправи, жінки   | 12.300        | Н/Д             | Н/Д               | Н/Д          | 12.300       | 72           | не пройшла    | не пройшла      | не пройшла        | не пройшла | не пройшла | не пройшла |
| Ямілет Пенья | Опорний стрибок, жінки | Н/Д           | 14.699          | Н/Д               | Н/Д          | 14.699       | 5 Q          | Н/Д           | 14.516          | Н/Д               | Н/Д        | 14.516     | 6          |

## Дзюдо
| Спортсмен    | Дисципліна      | 1/32               | 1/16                          | Чвертьфінал        | Півфінал           | Втішний раунд      | Фінал              | Фінал      |
| Спортсмен    | Дисципліна      | Суперник Результат | Суперник Результат            | Суперник Результат | Суперник Результат | Суперник Результат | Суперник Результат | Місце      |
| ------------ | --------------- | ------------------ | ----------------------------- | ------------------ | ------------------ | ------------------ | ------------------ | ---------- |
| Марія Гарсія | до 52 кг, жінки | Bye                | Марі Мюллер (LUX) L 0002–1011 | не пройшла         | не пройшла         | не пройшла         | не пройшла         | не пройшла |

## Легка атлетика
Трекові та шосейні дисципліни
| Спортсмен                                                                             | Дисципліна                   | Гіт              | Гіт              | Півфінал   | Півфінал   | Фінал      | Фінал      |            |
| Спортсмен                                                                             | Дисципліна                   | Результат        | Місце            | Результат  | Місце      | Результат  | Місце      |            |
| ------------------------------------------------------------------------------------- | ---------------------------- | ---------------- | ---------------- | ---------- | ---------- | ---------- | ---------- | ---------- |
| Віндер Куенас                                                                         | 400 м з бар'єрами, чоловіки  | 50.15 SB         | 6                | не пройшов | не пройшов | не пройшов | не пройшов |            |
| Фелікс Санчес                                                                         | 400 м з бар'єрами, чоловіки  | 49.24            | 1 Q              | 47.76 SB   | 1 Q        | 47.63 SB   | 1          |            |
| Карлос Хорхе                                                                          | 200 м, чоловіки              | 21.02            | 6                | не пройшов | не пройшов | не пройшов | не пройшов |            |
| Лугелін Сантос                                                                        | 400 м, чоловіки              | 45.04            | 1 Q              | 44.78      | 1 Q        | 44.46      | 2          |            |
| Густаво Квеста Хоель Мехія Арісменді Пегуеро Фелікс Санчес Лугелін Сантос Йон Соріано | естафета 4 × 100 м, чоловіки | дискваліфіковані | дискваліфіковані | Н/Д        | Н/Д        | не пройшли | не пройшли |            |
| Лавонн Ідлетт                                                                         | 100 м з бар'єрами, жінки     | 13.60            | 5                | не пройшла | не пройшла | не пройшла | не пройшла |            |
| Маріель Санчес                                                                        | 100 м з бар'єрами, жінки     | 200 м, жінки     | 23.20 SB         | 6          | не пройшла | не пройшла | не пройшла | не пройшла |
| Райса Санчес                                                                          | 400 м, жінки                 | 200 м, жінки     | 52.47            | 5          | не пройшла | не пройшла | не пройшла | не пройшла |

## Настільний теніс
| Спортсмен | Дисципліна                 | Попередній раунд   | Раунд 1                 | Раунд 2                    | Раунд 3            | Раунд 4            | Чвертьфінал        | Півфінал           | Фінал              | Фінал      |
| Спортсмен | Дисципліна                 | Суперник Результат | Суперник Результат      | Суперник Результат         | Суперник Результат | Суперник Результат | Суперник Результат | Суперник Результат | Суперник Результат | Місце      |
| --------- | -------------------------- | ------------------ | ----------------------- | -------------------------- | ------------------ | ------------------ | ------------------ | ------------------ | ------------------ | ---------- |
| Лінь Цзю  | одиночний розряд, чоловіки | Bye                | Кім Сон Нам (PRK) W 4–3 | Маркуш Фрейташ (POR) L 0–4 | не пройшов         | не пройшов         | не пройшов         | не пройшов         | не пройшов         | не пройшов |

## Плавання
| Спортсмен        | Дисципліна                     | Гіт     | Гіт   | Півфінал   | Півфінал   | Фінал      | Фінал      |
| Спортсмен        | Дисципліна                     | Час     | Місце | Час        | Місце      | Час        | Місце      |
| ---------------- | ------------------------------ | ------- | ----- | ---------- | ---------- | ---------- | ---------- |
| Ніколас Шваб     | 200 м вільним стилем, чоловіки | 1:53.41 | 37    | не пройшов | не пройшов | не пройшов | не пройшов |
| Доріан Макменемі | 100 м вільним стилем, жінки    | 1:05.78 | 41    | не пройшла | не пройшла | не пройшла | не пройшла |

## Стрільба
| Спортсмен     | Дисципліна           | Кваліфікація | Кваліфікація | Фінал      | Фінал      |
| Спортсмен     | Дисципліна           | Бали         | Місце        | Бали       | Місце      |
| ------------- | -------------------- | ------------ | ------------ | ---------- | ---------- |
| Серхіо Пінеро | трап, чоловіки       | 118          | 20           | не пройшов | не пройшов |
| Серхіо Пінеро | дубль-трап, чоловіки | не стартував | не стартував | не пройшов | не пройшов |

## Тхеквондо
| Спортсмен         | Дисципліни         | 1/16                         | Чвертьфінал        | Півфінал           | Внішний раунд      | Фініл              | Фініл      |            |
| Спортсмен         | Дисципліни         | Суперник Результат           | Суперник Результат | Суперник Результат | Суперник Результат | Суперник Результат | Місце      |            |
| ----------------- | ------------------ | ---------------------------- | ------------------ | ------------------ | ------------------ | ------------------ | ---------- | ---------- |
| Габріель Мерседес | до 58 кг, чоловіки | Тамім Аль-Кубаті (YEM) L 3–8 | не пройшов         | не пройшов         | не пройшов         | не пройшов         | не пройшов | не пройшов |